# Canonici regolari del Santo Sepolcro di Gerusalemme
L'Ordine canonicale regolare del Santo Sepolcro, detto anche dei Canonici del Santo Sepolcro o Congregazione del Santo Sepolcro è un ordine religioso di canonici regolari creato da Goffredo di Buglione dopo la presa di Gerusalemme nel 1099. Seguendo la Regola di sant'Agostino, questo Ordine aveva la funzione non solo di proteggere il Santo Sepolcro ma anche di occuparsi della vita liturgica del santuario. Con l'estensione delle conquiste in Terra Santa, l'Ordine si sviluppò estendendo la propria missione per proteggere i luoghi santi in tutto il Regno di Gerusalemme.
Nel preambolo del nuovo statuto dell’Ordine equestre del Santo Sepolcro di Gerusalemme, approvato da Papa Francesco in data 11 maggio 2020, è scritto che le proprie radici storiche affondano nell’istituzione dell'Ordine canonicale regolare del Santo Sepolcro , a differenza di quanto hanno sostenuto erroneamente alcuni storici moderni, che avevano negato tale legame.
Con la perdita degli Stati latini di Oriente, l'Ordine si trasferì in Europa. Nel 1489, papa Innocenzo VIII decise la soppressione dell'Ordine canonicale e la sua incorporazione nell'Ordine di San Giovanni di Gerusalemme, che avvenne solo per la compagine italiana dello stesso. Le bolle di pontefici quali Alessandro VI (1496), Leone X (1516) e Benedetto XIV (1746) permisero ai Canonici del Santo Sepolcro di continuare ad esistere: in Francia si presume siano stati presenti fino al periodo della Rivoluzione francese nel 1789, in Polonia fino a quando il monastero di Neisse fu sciolto nel 1810 ed il monastero principale di Miechów subì la medesima sorte nel 1819, e in Spagna fino al XIX secolo.

## Il capitolo del Santo Sepolcro in Terra Santa

### Il capitolo secolare (1099-1114)
Al termine dell'Assedio di Gerusalemme, durante la Prima crociata, i crociati non riuscirono a rintracciare il patriarca della Città Santa, Simone II. La sua cattedrale, la Chiesa del Santo Sepolcro, era quindi disponibile per l'installazione di un patriarca latino, posto per il quale l'11 agosto 1099 venne nominato, dopo alcune difficoltà, il fiammingo Arnolfo di Rœux, il quale però non poté essere consacrato ufficialmente perché fu subito rilevato che egli era ineleggibile secondo il diritto canonico non essendo ancora un diacono. Secondo Alberto di Aquisgrana, Fulcherio di Chartres e Guglielmo di Tiro, fu quindi proprio Goffredo di Buglione, non appena venne designato Difensore del Santo Sepolcro, a decidere di installare un capitolo di venti Fratres Cruciferi Dominici Sepulchri Hierosolymitani, incaricati di assicurare la liturgia delle ore e la celebrazione della messa in questa chiesa, oltre che di assistere il patriarca nei suoi compiti spirituali e materiali.
Questa fondazione si inscrive nel movimento di riforma gregoriana che si sviluppò in Occidente nell'XI secolo, e nella linea del Sinodo lateranense del 1059. Se quest'ultimo raccomandava la scelta, per i capitoli, di un'organizzazione regolare, vale a dire la pratica di una vita integralmente in comunità e il voto di povertà per i suoi membri, sembra che quello istituito a Gerusalemme preferì un'organizzazione secolare, vale a dire con una vita di comunità ridotta e il mantenimento della proprietà individuale per ciascun canonico.
Difatti, al fine di consentire a questi canonici di garantire la propria sussistenza, Goffredo di Buglione costituì per loro importanti prebende e offrì loro delle belle dimore accanto al Santo Sepolcro. Oltre a questa dotazione del sovrano, i canonici beneficiavano anche delle offerte fatte dai fedeli. Una di queste offerte, che doveva essere condivisa tra i canonici, l'Ospedale, il re Baldovino I e il patriarca Dagoberto, ma che quest’ultimo aveva trattenuto, causò una disputa che portò al suo allontanamento nel 1102.
Nel 1103, il nuovo patriarca Ebremaro riformò l'assegnazione delle prebende ai canonici, rafforzando ulteriormente il carattere secolare del capitolo. I beni precedentemente comuni vennero trasformati in diversi benefici individuali, che vennero attribuiti a ciascun canonico in base alla sua dignità e alle sue funzioni. Questa riforma portò a una disparità di trattamento tra i canonici: difatti, alcuni si ritrovarono nell'opulenza mentre altri furono costretti a vivere in povertà. Negli anni che seguirono, questa situazione divenne così marcata che, nel 1112, il patriarca Gibelino di Sabran, su consiglio di Arnolfo di Rœux, esortò i canonici a essere fedeli alla vita comunitaria, analogamente a come vissuta dai capitoli di altre Chiese, e chiese a Baldovino I di obbligarli in tal senso.
Nel 1110, un canonico del Santo Sepolcro, chiamato Aschétin o Anselin, divenne per intervento reale il primo vescovo della diocesi di Betlemme.

### Il capitolo regolare (1114-1291)

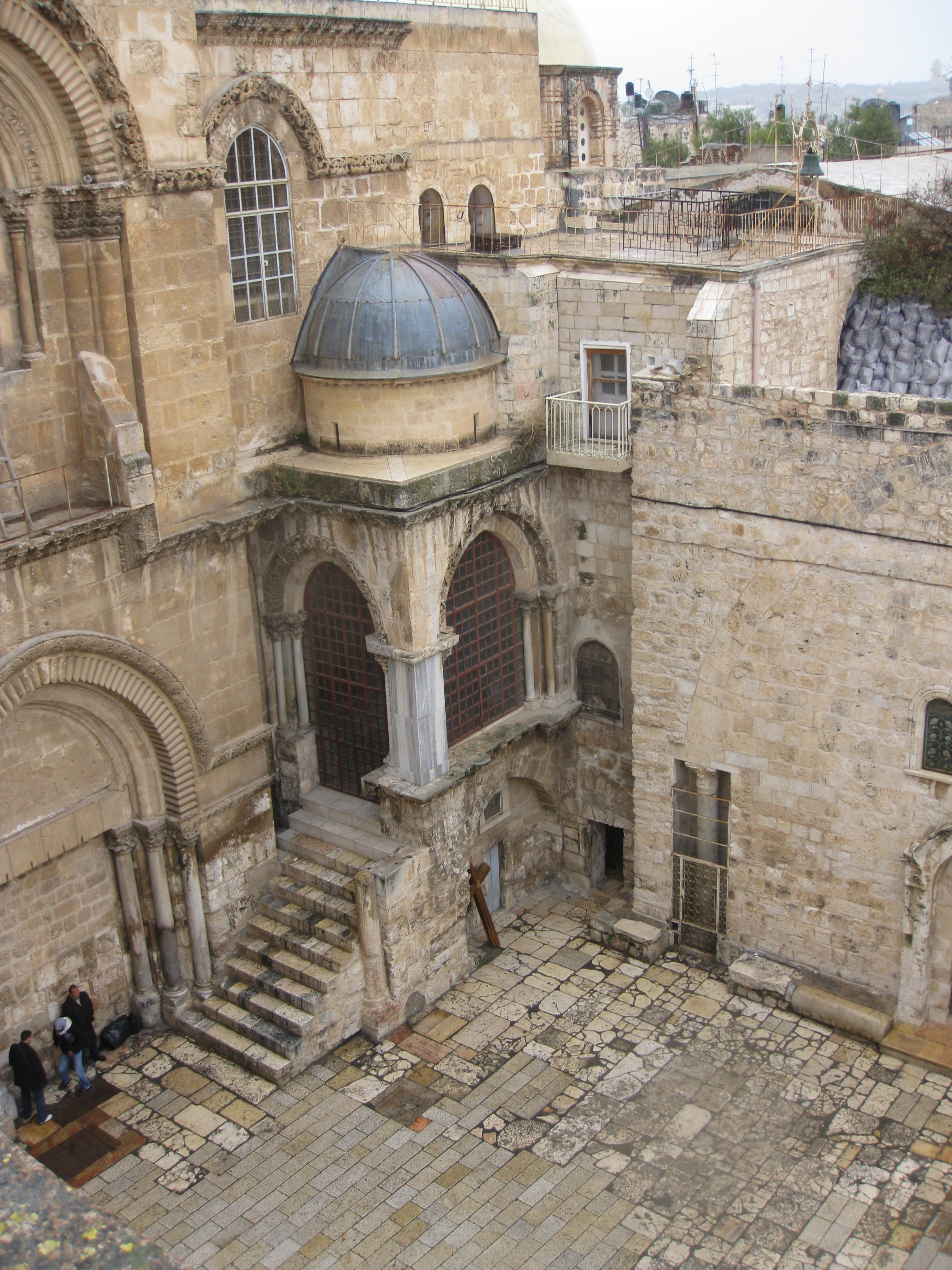
La Cappella dei Franchi e il Moustier del Sepolcro nel 2010.

Poco dopo la morte di Gibelino nell'aprile del 1112, Arnolfo di Rœux divenne ufficialmente Patriarca di Gerusalemme. Fu lui a riformare il capitolo del Santo Sepolcro nel 1114, imponendo ai canonici di seguire pienamente la regola di Sant'Agostino, e più precisamente la Regula tertia. Si trattò di un cambiamento importante, di entità superiore a quello di una semplice riforma: il privilegio pubblicato da Arnolfo ha per titolo Transmutatio canonicorum secularium in regulares, «Trasformazione dei canonici secolari in regolari», e usa il termine renovatio, che implica un ritorno alla purezza originale. In questo stesso privilegio si affermava che il patriarca agiva con l'approvazione di Baldovino I e con l'approvazione del Papa e, il 6 luglio 1122, Callisto II pubblicò effettivamente una bolla nella quale confermò questa trasformazione.
Guglielmo di Tiro, che non apprezzava Arnolfo, riferisce che lo scopo di questa riforma era quello di sostituire i ricchi canonici nominati da Goffredo di Buglione con canonici regolari di modesta origine, requisendo le loro proprietà. La realtà sembra però essere meno desolante perché, nonostante la cattiva reputazione di Arnolfo, la sua azione mirava principalmente a riformare i costumi corrotti dei canonici secolari. In effetti, essa si inserisce bene nel quadro della riforma gregoriana, così come la storia del capitolo di Gerusalemme, con i suoi abusi e le sue riforme, il suo passaggio da secolare a regolare e fino ai termini usati nei testi, rispecchia l'evoluzione dei capitoli di canonici in Occidente nell'XI e XII secolo.
I canonici regolari erano obbligati al voto di povertà individuale e alla vita comune, anche per il sonno e i pasti. Al fine di garantire le entrate del capitolo, Arnolfo concesse loro una dotazione composta da metà delle offerte fatte al Santo Sepolcro, due terzi della cera offerta per l'illuminazione, tutte le offerte fatte alla Vera Croce (eccetto il Venerdì Santo e nelle volte in cui essa era affidata alle cure del patriarca) le decime riscosse a Gerusalemme e nei dintorni, metà del beneficio dato da Baldovino I alla creazione della diocesi di Betlemme e delle chiese di San Pietro a Giaffa e San Lazzaro. Il luogo di vita dei canonici, chiamato “Moustier (Monastero) del Sepolcro", è addossato al lato sud-ovest della Chiesa del Santo Sepolcro. Potevano accedervi attraverso una porta situata nella Cappella cosiddetta "dei Franchi", accanto a quella del Calvario. Questo convento comprendeva refettorio, dormitorio, sala del capitolo, cantina, cucina e altri spazi comuni, tutti organizzati attorno a un chiostro; questi edifici sono tuttora esistenti e sono occupati dai monaci copti ed etiopi.
Numerosi membri del Capitolo del Santo Sepolcro ottennero alti uffici ecclesiastici nel Regno di Gerusalemme. Tre di loro vennero nominati patriarchi: Guglielmo di Malines nel 1130, Fulcherio di Angoulême nel 1146 e Amalrico di Nesle nel 1158. Tre canonici vennero nominati Arcivescovi di Tiro: Guglielmo l'inglese nel 1128, Fulcherio di Angoulême nel 1134 - prima della sua elezione a patriarca - e Pietro di Barcellona nel 1148. Infine, nel 1168, un canonico chiamato Guerrico fu nominato arcivescovo di Petra.
Grazie alle funzioni liturgiche officiate nel Santo Sepolcro, prima chiesa del regno franco e culmine del pellegrinaggio a Gerusalemme, il capitolo ricevette numerose donazioni. Una parte di queste provenivano dall'Occidente; va notato che esse però erano solo la continuazione di un uso consolidato, giacché il clero ortodosso riceveva già numerosi doni ancor prima delle crociate, anche dopo lo scisma del 1054. Dal 1114, diversi privilegi di Baldovino I confermarono le donazioni fatte da Goffredo di Buglione. Imitando quest'ultimo, lungo tutta l'esistenza del Capitolo in Terra Santa i re di Gerusalemme continuarono a effettuarne, imitati dai sovrani europei, dai nobili e da semplici fedeli. Lo stesso Patriarca di Gerusalemme faceva spesso donazioni, che potevano essere di natura finanziaria, ossia donazioni particolari o esenzioni dalle decime e dai canoni, ma principalmente erano composte di beni immobili, come case situate a Gerusalemme o campi agricoli.
Le donazioni più importanti furono di natura ecclesiastica. Oltre alla Chiesa di San Pietro a Giaffa, concessa nel 1103 da Ebremaro, i patriarchi diedero al Capitolo le chiese di Nostra Signora di Tiro, nel 1124 o 1127, della Quarantena nel 1134, o del Santo Sepolcro di San Giovanni d'Acri. Questi possedimenti vennero confermati da diverse bolle papali, come ad esempio quella di Onorio II nel 1128 che menziona sette chiese in Palestina, tre delle quali appartengono ai canonici con il villaggio che le circonda. In quest'epoca, risulta che il capitolo del Santo Sepolcro aveva già proprietà anche in Occidente, poiché nella stessa bolla di Onorio II sono elencate due chiese in Italia, dieci in Francia e quarantadue in Spagna, oltre a molte altre proprietà, dimore e ospedali. Nel XIII secolo, il capitolo possederà fino a 85 chiese in Terra Santa e in Europa, di cui le più importanti formavano dei priorati di canonici del Santo Sepolcro.

### Organizzazione del Capitolo
Il Capitolo regolare del Santo Sepolcro era diretto da un superiore eletto dai canonici, che riceveva il titolo di «Priore del Santo Sepolcro». Quest'ultimo agiva in nome del Capitolo e aveva privilegi particolari. Primus di tutti gli abati e priori del patriarcato, si collocava subito dopo gli arcivescovi e i vescovi nell'ordine di precedenza del patriarcato latino di Gerusalemme. Come questi ultimi, indossava l'anello e la mitra e sostituiva il patriarca nelle funzioni liturgiche quando quest'ultimo era assente. Questo privilegio fu confermato da numerose bolle papali, pubblicate da Alessandro III nel 1168, 1170 e 1180, poi da Celestino III nel 1196. L'importanza del Priore era tale che egli poteva anche essere inviato a rappresentare il patriarca, come nel caso del terzo Concilio Lateranense nel 1179, dove il patriarca venne sostituito da Pietro, priore del Santo Sepolcro. Urbano IV gli conferì persino il titolo di «Priore della Chiesa di Gerusalemme», estendendo la sua autorità su tutte le chiese del patriarcato.
Come in ogni capitolo di canonici, i membri di quello del Santo Sepolcro condividevano diverse funzioni e uffici, chiamati «dignità». La maggior parte erano presenti fin dall'origine del Capitolo, come quelle di arcidiacono, cantore, scolario, cappellano o cameriere. Una dignità particolare era quella del tesoriere, il cui detentore era responsabile della cura della Vera Croce, che doveva portare sul campo di battaglia. Anche il "Custode della Chiave del Santo Sepolcro" godeva di dignità particolari, il più noto custode conosciuto è il beato Andrea di Antiochia . Dal 1151, l'arcidiacono del patriarcato cessò di essere un canonico; all'interno del capitolo, questa funzione venne sostituita da quella del Sotto-Priore.
Congregazioni di canonici si stabilirono a Giaffa, Acri, sul Monte degli Ulivi, a Betlemme, sul monte Tabor e in altri luoghi della Terra Santa e presero anch’essi il nome di Canonici del Santo Sepolcro, formando tutti una medesima congregazione la cui sede principale era a Gerusalemme.
La notorietà di Gerusalemme permise all'ordine di diffondersi in Occidente in tutti i paesi della cristianità latina. Vennero creati molti insediamenti affiliati, tutti collegati alla casa madre gerosolimitana e con la medesima liturgia.
Capitoli del Santo Sepolcro si stabilirono in Germania, Polonia, Inghilterra, Spagna e Paesi Bassi.
Dopo la perdita di Gerusalemme nel 1187, il Capitolo del Santo Sepolcro spostò la sua sede ad Acri.
I papi continuarono quindi a favorire un Ordine canonicale che acquisì una sempre maggiore importanza, moltiplicando concessioni, conferme e allargando i privilegi. Urbano IVconcesse un'esenzione nel 1262, permettendogli così di essere liberato da qualsiasi tutela, essendo solo soggetto alla Santa Sede.

### IMilites Sancti Sepulcri
Attorno al capitolo del Santo Sepolcro si radunarono anche uomini devoti in una sorta di confraternita laicale. I crociati, che rimasero in Terra Santa, misero spontaneamente le loro armi al servizio dei canonici per proteggere e difendere il Santo Sepolcro. Come altri cavalieri ingaggiati da chiese e abbazie occidentali, essi venivano chiamati “Sergentes” o “Donati”, vale a dire laici scelti tra le Milizie Crociate per il loro valore e il loro impegno i quali, condividendo lo spirito dell'Ordine, si impegnavano alla difesa del Santo Sepolcro e dei luoghi Santi sotto il comando del re di Gerusalemme e ne costituivano in certo qual modo la milizia scelta, senza pronunciare voti.
Questi cavalieri laici avevano quindi una doppia dipendenza, una dipendenza religiosa dai canonici e una dipendenza caritativa dagli Ospedalieri che li nutrivano e li mantenevano.
Prima di creare i Poveri Cavalieri di Cristo e del Tempio di Salomone, Hugues de Payns fin dal 1115 faceva parte dei Milites Sancti Sepulcri.
I patriarchi di Gerusalemme, serviti dai canonici, essendo tra i maggiori proprietari terrieri nel regno di Gerusalemme – più di un quarto della città santa apparteva a loro – erano tenuti a fornire un contingente armato al re di Gerusalemme. L’esistenza di questo obbligo militare, derivato da obblighi feudali, per lungo tempo fece erroneamente supporre agli storici che l’Ordine canonicale del Santo Sepolcro fosse un ordine militare , seppur ebbe quasi certamente accanto, in modo pressoché costante, numerosi cavalieri che li affiancarono nella difesa del Santo Sepolcro e della stessa Città Santa (da qui deriva appunto il primo nucleo di ciò che nei secoli sarà,  dapprima sotto forma di semplice dignità equestre e successivamente come Ordine strutturato sotto la protezione della Santa Sede, l’Ordine equestre del Santo Sepolcro di Gerusalemme ).

## L'ordine canonicale del Santo Sepolcro in Europa (e declino)
L'alto rango della chiesa in favore della quale erano stati fondati, e la loro posizione nella vita politica e religiosa del regno di Gerusalemme, assicurarono ai membri del Capitolo regolare non solo una posizione onoraria assai elevata tra le istituzioni ecclesiastiche in Terra Santa, ma procurarono loro proprietà e prestigio su entrambe le sponde del Mediterraneo. Già nei primi decenni del XII secolo, ancor prima degli Ospitalieri e dei Templari, i Canonici erano presenti nella Francia meridionale e in Spagna, espandendosi gradualmente in Europa occidentale, centrale e orientale, spingendosi fino a Bisanzio e a Cipro, al punto che già alla fine del XII secolo potevano vantarsi di aver eretto monasteri in omnibus regnis.
I Canonici si stabilirono e avevano monasteri in Italia, Francia, Spagna, Polonia, Inghilterra, Croazia e Paesi Bassi.

### Cipro

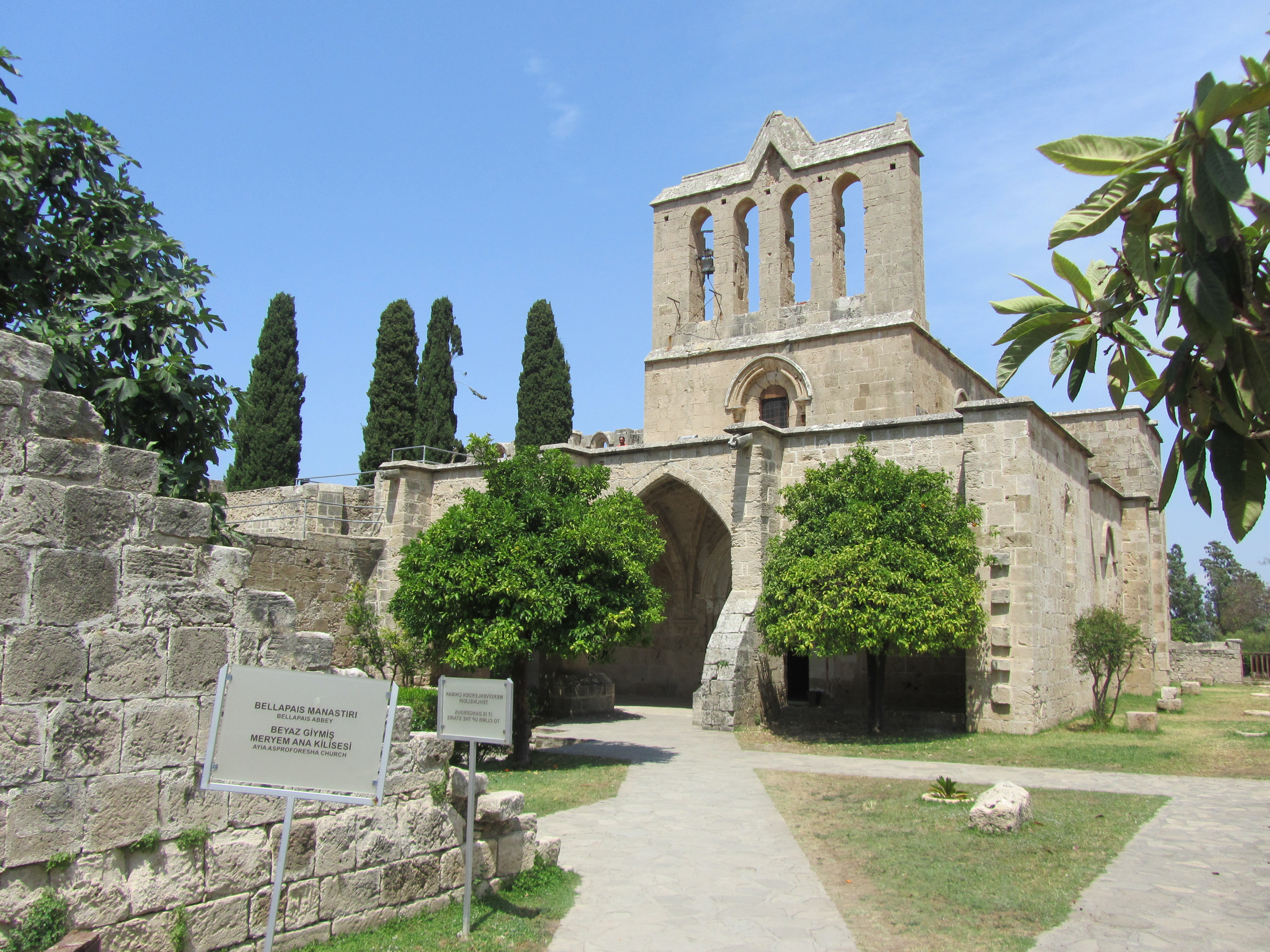
Rovine dell’Abbazia di Bellapais a Cipro

Quando Saladino occupa Gerusalemme, i Canonici lasciano la Terra Santa fuggendo insieme agli altri cristiani latini. La sede dei Canonici viene spostata da Gerusalemme a San Giovanni d'Acri.  Molti Canonici si stabilirono brevemente a Cipro,  nell'Abbazia di Bellapais, per poi procedere verso l'Europa occidentale.

### Spagna
In Spagna, il villaggio di Torralba de Ribota apparteneva alla Chiesa madre di Calatayud dei Canonici del Santo Sepolcro, sotto la protezione di Pedro Manrique de Lara, Dei gratia comes, “Conte per la grazia di Dio". La Collegiata del Santo Sepolcro di Calatayud è stata la casa madre dell’Ordine nel Regno d’Aragona per molti secoli. È quindi un tempio emblematico della presenza dell’Ordine nella penisola iberica. Fu costruita a seguito della decisione di Papa Innocenzo III, con bolla del 19 settembre 1215, è stata proclamata basilica a seguito del conferimento del titolo da parte di Papa Francesco il 9 novembre 2020 . Molto probabilmente anche il convento di Santa Anna a Barcellona, oggi una chiesa, era originariamente una casa dei Canonici del Santo Sepolcro, sotto la guida del Patriarca di Gerusalemme.
Francia
In Francia, la città di Annecy (Savoia francese) ospitava il più grande priorato dei Canonici Regolari a cui era collegato l'ospedale di Rolle. Il 27 marzo 1360 in questa città muore il beato Andrea di Antiochia, questo infatti è il giorno in cui una donna benestante della città devolve il ricavato della vendita di una casa di sua proprietà per la costruzione di una tomba atta a conservare il corpo di Andrea. Una volta edificata la tomba questa signora inizia per prima a venerarlo come santo. San Francesco di Sales fu particolarmente devoto al beato Andrea, come appare negli scritti del suo processo di canonizzazione: "Francesco, infatti, invitava tutti quelli che chiedevano le sue preghiere a NSJC o quelli che avevano ricevuto una guarigione per sua intercessione a recarsi e rendere grazia al Signore sulla tomba del beato Andrea di Antiochia, nella locale chiesa dedicata al Santo Sepolcro". Come appare dal processo verbale di una visita pastorale del 31 maggio 1633, la tomba di Andrea era assai nota per i numerosi miracoli che si erano verificati innanzi ad essa. Al giorno d’oggi la chiesa dedicata al Santo Sepolcro di Annecy non esiste più perché venne distrutta durante la rivoluzione francese e così con essa si sono perdute le sante reliquie del beato Andrea che erano state alloggiate all’ingresso del coro. Nella città di Annecy, fino alla Rivoluzione francese, la festa del beato Andrea veniva celebrata dal popolo il 30 Novembre.

### Polonia
Dopo la loro espulsione dalla Terra Santa, molti Canonici si stabilirono in Polonia; particolarmente attivi furono i monasteri del Santo Sepolcro di Nysa (in tedesco Neisse) e quello di Miechów, fondato nel 1163 da Jaxa de Copnic, che ricevette molti privilegi da Casimiro di Bytom, da Casimiro II il Giusto e da Przemysł II. Nel 1291, dopo la presa definitiva del Regno di Gerusalemme da parte dei musulmani, il superiore del convento di Miechów assunse il titolo di Maestro Generale dell'ordine, rivendicando in seguito il titolo di Gran Priore. Miechów divenne così il quartier generale dell'organizzazione per diversi secoli, avviando l'usanza di allestire, decorare e visitare i “sepolcri" di Cristo negli ultimi giorni della Settimana Santa. Fu a Miechów, peraltro, che venne conservata la più antica replica del Santo Sepolcro in Europa, meta di numerosi pellegrinaggi.

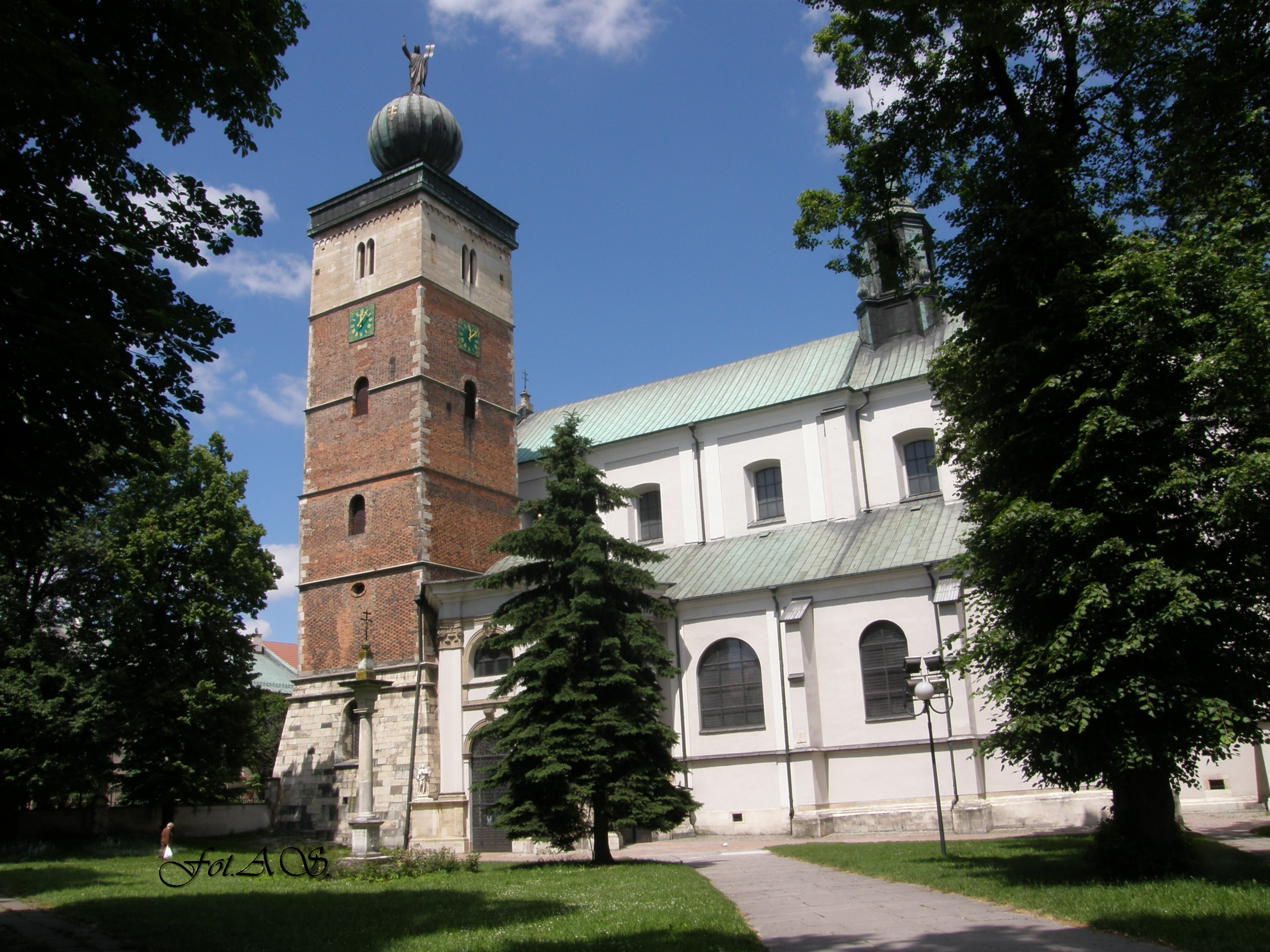
Chiesa del Santo Sepolcro di Miechów, Polonia

### Inghilterra

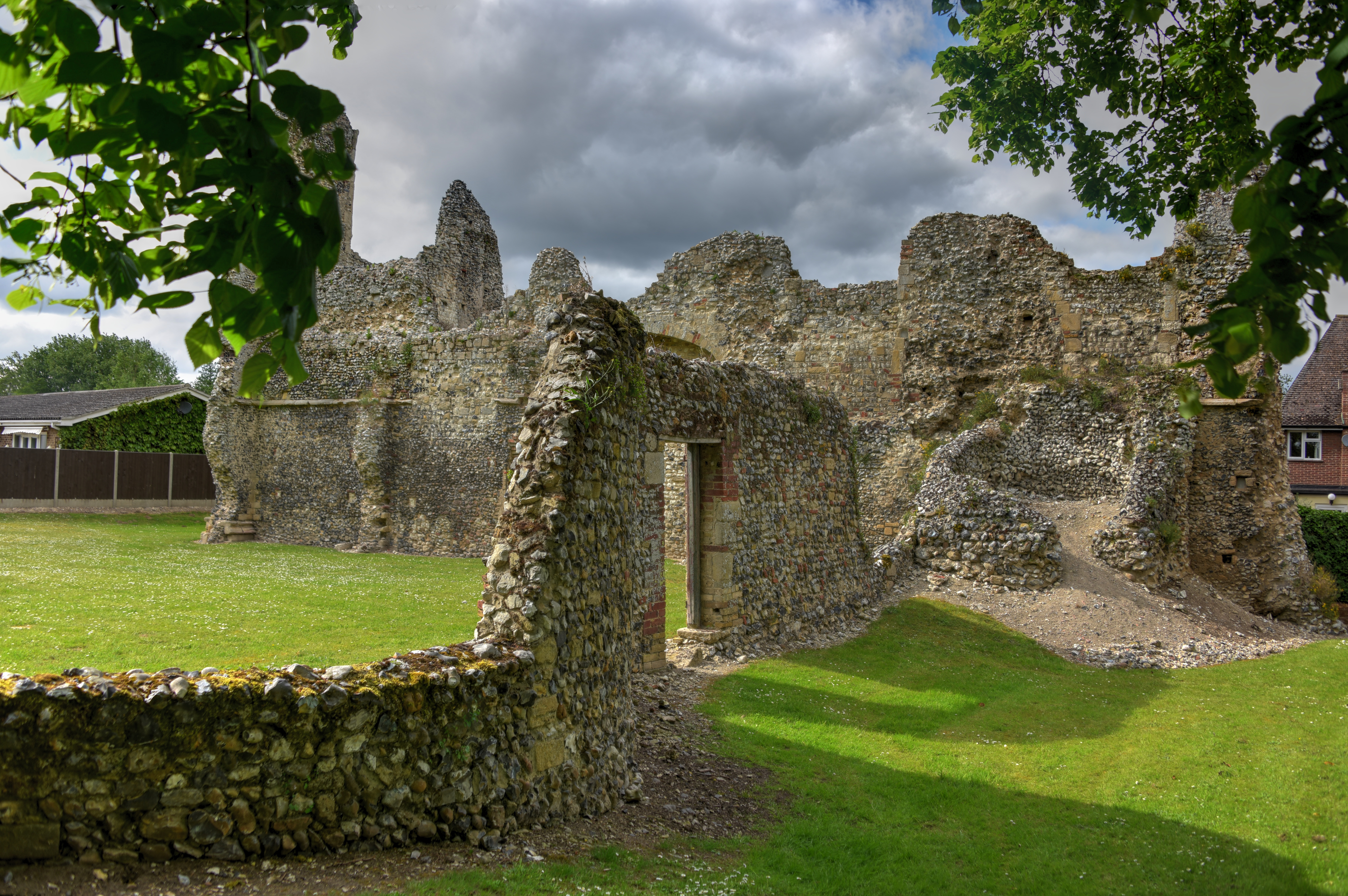
Rovine del Priorato del Santo Sepolcro di Thetford.

I Canonici furono anche attivi in Inghilterra. Secondo il Monasticon Anglicanum di William Dugdale (1655) i Canonici possedevano in Inghilterra due case, una al Priorato del Sacro Sepolcro di Thetford e l'altra a Warwick. Ulteriori indicazioni propongono il Priorato di Caldwell e il Priorato del Santo Sepolcro di Nottingham.

### Croazia ed Ungheria
Il re Andrea II d'Ungheria, detto il Gerosolimitano in quanto partecipò alla V ^ crociata, usò i fondi ereditati da suo padre per reclutare sostenitori tra i signori ungheresi, stringendo un'alleanza con Leopoldo VI, duca d'Austria e complottando insieme a questi contro suo fratello Emerico. Le loro truppe unite dirottarono l'esercito reale a Mački, in Slavonia, nel dicembre del 1197. Sotto coercizione, il re Emerico concesse la Croazia e la Dalmazia ad Andrea come appannaggio. In pratica, il re Andrea, amministrò la Croazia e la Dalmazia come monarca indipendente, coniando monete, concedendo terre e confermando i privilegi. Collaborò con i Frankopan, i Babonić e altri signori locali. Il re Andrea aveva anche la prerogativa di investire i Milites Sancti Sepulcri in virtù del sub infeudazione con il Regno di Gerusalemme acquisita con la sua partecipazione alla V ^ crociata. Dopo aver sposato Beatrice II d'Este sorella di San Contardo d'Este lo nomina Miles Sancti Sepulcri. I Canonici regolari del Santo Sepolcro si stabilirono anche nella provincia croata durante il suo regno.

Attestazione delle entrate del monastero del Santo Sepolcro di Miechów da parte del nunzio apostolico in Polonia (1349).

### Italia
Costretto a lasciare la Terra Santa con la caduta di Acri nel 1291, i Canonici del Santo Sepolcro si spostarono prima a Cipro e successivamente, a partire dal 1320, a Perugia, installandosi nella chiesa di San Luca Evangelista, posta nel fondo di via dei Priori. Questa chiesa-commenda e il complesso annesso risultavano già legati ai Canonici regolari fin dal 1145 – il priore di San Luca era anche Arci-Priore dell’Ordine – così come anche le fondazioni di San Manno e Santa Croce, motivo che permette di comprendere come mai l’Ordine decise di trasferirsi nella città umbra in un periodo, tra l’altro, nel quale questa rivestiva un ruolo importante in tutto il Centro Italia. Progressivamente i Canonici riuscirono a ottenere nella città e nei suoi dintorni una serie di chiese, e lo stesso a Todi, Nocera, Città della Pieve, Chiusi e Acquapendente, acquisendo beni e possedimenti. Fino alla metà del XIV secolo, i priori provenivano da Francia, Spagna e da altre zone d’Italia, e solo successivamente vennero scelti tra le famiglie della città.
È certo che anche dopo la soppressione del 1489 i Canonici continuarono a vivere e a operare nel complesso, la cui chiesa fu completata nel 1586 dal commendatore di San Luca, il nobile veronese Giulio Bravi, quando nel ruolo di Gran Maestro degli Ospitalieri figurava il cardinale guascone fra’ Ugo Loubenx de Verdalle (1582-1595). Nell’edificio sacro era stato collocato e venerato anche un crocifisso poi trasferito nella Badia, oggi definito Castello, dei Cavalieri Ospitalieri a Magione, residenza estiva del Gran Maestro. Altra testimonianza del passaggio e della permanenza dei Canonici a Perugia è il Messale di San Giovanni d’Acri, ora al Museo capitolare della Cattedrale di San Lorenzo.

### Declino
I canonici sparsi in Europa non costituirono un'unica organizzazione e non riconobbero dei leader comuni; i loro usi e costituzioni variarono difatti da luogo a luogo: in Italia, Francia, Spagna, Inghilterra, Germania, Polonia, Ungheria e Croazia i membri dell’Ordine si organizzarono in congregazioni monastiche sotto la guida dei prevosti e dei priori di Barletta e Messina, di Annecy e La Vinadère, di Barcellona, di Calatayud e Logroño, di Warwick e Thetford, di Denkendorf e Droysig, di Miechow, di Praga e Glogovnicka, non tenendo quasi più in considerazione l’Arcipriore di Perugia: questo atteggiamento si esplicitò anche nel fatto che progressivamente tutte le comunità si rifiutarono di pagargli le imposte che gli spettavano, atteggiamento di insubordinazione che venne ulteriormente incoraggiato dal patriarca di Gerusalemme, il quale avanzò delle pretese sulla supremazia nell'Ordine pretendendo anch'egli, come il priore, il pagamento di tributi annuali. Dalla metà del XIV secolo, si generò quindi una disputa tra l'arcipriore e il patriarca che, almeno in Europa orientale, in Polonia, Boemia e Ungheria, terminò con la vittoria del patriarca: egli, da questi territori, venne difatti riconosciuto come il vero e unico capo di tutti i monasteri collegati alla Chiesa di Gerusalemme.
Nel 1473 papa Sisto IV, su richiesta dell’allora arcipriore Cattaneo de Traversagni, convocò a Roma per il giorno di Pentecoste un Capitolo generale dell'Ordine, affidandone la conduzione a Giovanni Battista Cybo, cardinale di S. Balbina, futuro papa Innocenzo VIII. Scopo della riunione era quello di stabilire quali case dovessero davvero parte dell'Ordine e quali tributi esse dovevano corrispondere al priore generale. I vecchi registri, a causa dei trasferimenti avvenuti nel corso del tempo, non esistevano più, e si decise quindi di fissare il census a un decimo delle entrate, riscuotendo i tributi sul luogo. L’arcipriore si recò quindi in Puglia e in Sicilia, in Francia e in Spagna, trattenendosi mesi al fine di convincere i prevosti e i priori di Barletta, di Brindisi, di Piazza Armerina e di Acquapendente, di S. Anna a Barcellona, di Denkendorf e Spira a pagare i loro tributi.
Il 28 marzo 1489, Papa Innocenzo VIII pubblicò la bolla Cum solerti meditatione, nella quale soppresse l'Ordine Canonicale incorporandolo nell'Ordine degli Ospitalieri, anche per sostenere quest’ultimo, indebolito dalla lotta contro i turchi, con i possedimenti e le entrate del primo. Mentre in Italia questa sentenza del papa venne accolta senza obiezioni né reclami, in Germania e nei Paesi Bassi, in Polonia, in Spagna e in Ungheria si sollevò la protesta contro queste misure, rafforzata ed espressa nelle esplicite richieste di un suo mantenimento in vita da parte dell'imperatore Massimiliano I e del duca Eberardo I di Württemberg. L'indipendenza dei Canonici regolari del Santo Sepolcro in quelle terre venne così mantenuta e, nel 1499, confermata con una bolla di papa Alessandro VI. Questo consentì ai Canonici del Santo Sepolcro di continuare ad esistere: in Francia, si presume che esistessero fino al periodo della Rivoluzione francese nel 1789, in Polonia, dopo che il monastero di Neisse fu sciolto nel 1810, anche il monastero principale di Miechów fu sciolto nel 1819, e in Spagna sopravvissero fino al XIX secolo.

## La vita quotidiana dei canonici

### Abito

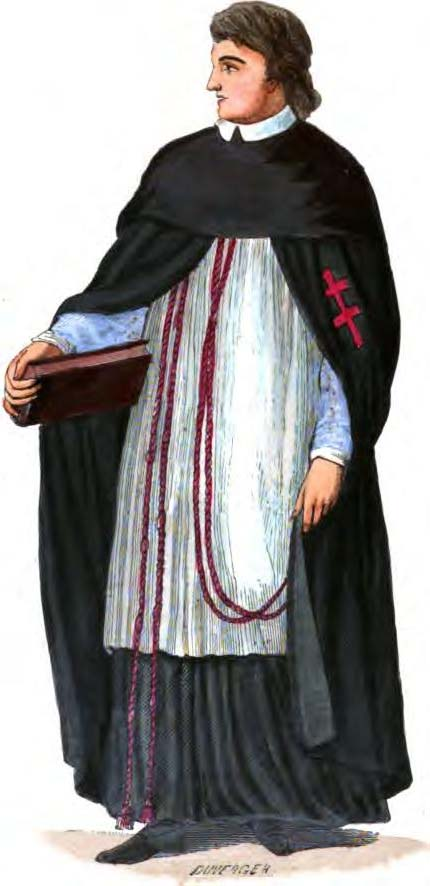
Canonico del Santo Sepolcro

Il primo abito dei canonici era bianco ma, alla perdita di tutti i loro insediamenti in Oriente, presero – come segno di lutto – l’abito nero che conservarono anche in seguito.
I canonici indossavano inoltre una croce patriarcale latina (detta anche a doppia traversa), di colore scarlatto, cucita sul loro mantello.

## Storiografia

### Tra confusione e leggenda
A partire dal XVII secolo, sotto l'influenza delle canonichesse regolari del Santo Sepolcro stabilite in Belgio e a Parigi, diversi autori confusero l'ordine equestre del Santo Sepolcro di Gerusalemme e i Canonici del Santo Sepolcro, dando loro come fondatore comune Giacomo il Giusto, primo vescovo di Gerusalemme, al quale attribuirono l'istituzione di un guardiano della comunità cenobitica della tomba di Gesù, una fondazione che pongono nel 60 o 61 (Alphonse Couret nel 1905), 69 o 70 ( Zacharie Allemand nel 1815) o addirittura 96 (François Mennens, nel 1623). Altri lo sostituiscono con Giacomo il Maggiore (Nicolas Bénard, nel 1621). Così i canonici del Santo Sepolcro di Miechów reclameranno una fondazione da parte di San Giacomo. Tuttavia, questi elementi sono improbabili, perché la vita religiosa in comunità non apparve fino al IV secolo, anche se è probabile la venerazione della tomba di Cristo da parte dei primi cristiani. Questa ricerca di cosiddette "origini antiche" deve essere paragonata a quella fatta dall’Ordine dei Carmelitani, la cui tradizione ne faceva risalire l'origine al profeta Elia, prototipo e modello degli eremiti e dei contemplativi, legato al Monte Carmelo dall'episodio biblico della sfida ai profeti di Baal, ma che sorse verso la fine del XII secolo a opera di una comunità di eremiti stabilitasi in Galilea in seguito alla prima crociata.
Nella stessa epoca, Pierre d'Avity suggerisce che Sant'Elena, dopo aver costruito la basilica della Resurrezione, pose lì dei Canonici regolari dell'Ordine di Sant'Agostino assistiti da Gentiluomini del suo seguito. Questa affermazione è stata poi ripresa da diversi autori (Bénart, Allemand, e altri), ma si tratta di un anacronismo non giustificato dai testi dell'epoca. Se ci fosse davvero un clero bizantino nella basilica, ci sono poche informazioni al riguardo.
Infine, autori come Michel de Pierredon, nel 1928, vedono canonici stabiliti o sovvenzionati da Carlo Magno nei ventitré canonici annoverati nel clero del Santo Sepolcro dal Commemoratorium de casis Dei vel monasteriis. Se anche questo Imperatore effettivamente inviò elemosine in Terra Santa, il termine in questione indica però solo dei semplici chierici minori addetti alla Chiesa del Santo Sepolcro.

## Santi e Beati
Beato Andrea di Antiochia   (Antiochia 1268 - Annecy 1360)